# Nadia Stein
Nadia Stein (født 1971) er bedst kendt for at have været sanger i News (1988-1995), efter Søs Fenger udtrådte af bandet.
I perioden med Stein som sanger udgav bandet fire albums og havde hits som “1000 Kys”, “Alle Andre Si’r”, “Helt Alene”, “Her Er Min Sang Til Dig”, “Sig Mig Hvem Du Elsker”, “Drømme” og “Crazy Lazy City”.   
Nadia Stein har desuden sunget med Moonjam (1996) 
 og Timm & Gordon (1996) 
Hun sang i kor som 13-årig og kom lidt senere med i ungdomsorkestret “City Kids”,  for som 17-årig at blive sanger i News.